# Германці (Словенія)
Германці (словен. Hermanci) — поселення в общині Ормож, Подравський регіон‎, Словенія.